# Chamaepetes unicolor
Il guan nero  (Chamaepetes unicolor Salvin, 1867) è un uccello della famiglia dei Cracidi, diffuso in America centrale.

## Descrizione
Può essere lungo dai 62 ai 63 cm. Presenta un piumaggio nero brillante sul dorso e opaco sul ventre. La base del becco è azzurro e gli occhi sono rossi.

## Biologia

### Alimentazione
Si nutre dei frutti delle palme e delle Lauraceae.

### Riproduzione
Costruisce il nido sulla sommità degli alberi dove la femmina depone due uova tra febbraio e giugno.

## Distribuzione e habitat
Vive in Costa Rica e nell'ovest di Panama.
Vive nelle foreste tropicali e subtropicali di montagna, verso i 1000 m d'altitudine.
È minacciato dalla distruzione del suo habitat naturale.